# Gunnar Jansson (atleta)
|  | Per a altres significats, vegeu «Gunnar Jansson». |

Gunnar Jansson   (Fellingsbro, 13 d'octubre de 1897 - Eskilstuna, 15 de desembre de 1953) va ser un atleta suec, especialista en el llançament de martell, que va competir en els anys previs a la Segona Guerra Mundial.
Va disputar els Jocs Olímpics d'Estiu de 1932 i 1936. El 1932, a Los Angeles, fou setè en la prova del llançament de martell del programa d'atletisme, mentre el 1936, a Berlín, fou dotzè en la mateixa prova.
En el seu palmarès destaca una medalla de bronze en la prova del llançament de martell al Campionat d'Europa d'atletisme de 1934, rere Ville Pörhölä i Fernando Vandelli; i els campionats nacionals de martell de 1931, 1933-35 i 1937 i el de pes de 1929–31, 1933–35, 1937 i 1938.

## Millors marques
- Llançament de martell. 53.41 m (1935)[4]